# اکسیس بانک
اکسیس بانک (به انگلیسی: Axis Bank) شرکت خدمات مالی و بانکداری هندی مستقر در بمبئی است، که خدمات آن در زمینه بانکداری خرد، بانکداری سرمایه‌گذاری، بانکداری شرکتی، ارائه خدمات بیمه و مدیریت سرمایه‌گذاری متمرکز می‌باشد.
اکسیس بانک در سال ۱۹۹۴ پس از اعلام صدور مجوز فعالیت بانک‌های خصوصی از سوی دولت هندوستان، به‌عنوان نخستین بانک خصوصی هند، فعالیتش را آغاز نمود. بخشی از سهام این بانک در بازارهای بورس اوراق بهادار بمبئی، بورس ملی هند و بورس لندن دادوستد می‌شود.